# Teotl Studios
Teotl Studios är en spelstudio belägen nära Uppsala i Sverige.
Studion släppte sitt debutspel The Ball i oktober 2010 och dess andra spel Unmechanical, gemensamt utvecklat med Talawa Games, i augusti 2012. Deras senaste Unreal Engine 4-spel är The Solus Project som utvecklades gemensamt med Grip Digital.